# 竜華中路駅
龍華中路駅（りゅうかちゅうろえき）は中華人民共和国上海市徐匯区に位置する7号線、12号線の鉄道駅。

## 利用可能な鉄道路線
上海地下鉄
■7号線
■12号線

## 駅構造
- 島式ホーム1面2線の地下駅。

## 歴史
- 2009年12月5日 - 船廠路駅として開通。
- 2012年6月6日 - 竜華中路駅に改称[1]。
- 2015年12月19日 - 12号線の駅が開業。

## 隣の駅
上海地下鉄
■7号線
東安路駅 - 竜華中路駅 - 後灘駅
■12号線
竜華駅 - 竜華中路駅 - 大木橋路駅